# مسلم خان
مسلم خان هو قيادي باكستاني ومتحدث سابق باسم فرع طالبان باكستان في سوات.

## سيرته
وُلد خان في سوات عام 1954، وكان ناشطًا طلابيًا في حزب علماني يساري في الستينيات، ثم مال إلى التيارات الدينية في أوائل التسعينيات، أصبح المتحدث الرئيسي باسم سوات طالبان في عام 2007.
في مقابلة مع مؤسسة نيو إنجلاند للفنون سئل عن استخدامه للغة الإنجليزية والنطق على الطريقة الأمريكية في تصريحاته، فكشف عن أنه عاش لبعض الوقت في مدينة بوسطن الأمريكية، حيث قضى 4 سنوات في الولايات المتحدة الأمريكية وعمل رسامًا في بوسطن، وذكرت هيئة الإذاعة البريطانية أن خان يتحدث البشتوية والأوردو والإنجليزية والعربية والفارسية وعاش أو سافر إلى أكثر من عشر دول في الشرق الأوسط وأوروبا والولايات المتحدة وآسيا.
بعد عملية 2009 في سوات تعهد بأن رجاله سيصعدون من هجماتهم، واعتقلته قوات الأمن الباكستانية في 10 سبتمبر، في ضواحي مينجورا.
كان واحداً من ثمانية رجال حكمت عليهم محكمة عسكرية بالإعدام في 28 ديسمبر 2016 بتهمة الإرهاب، وفي 24 مايو 2017 قُبل استئناف الحكم من قبل المحكمة العليا.